# MissingNo.

Afbeelding van de glitch.

De Pokémon MissingNo. is een glitchpokémon in Pokémonspellen. MissingNo. wordt gebruikt door de error handler van het spel, om crashen te voorkomen als de Pokémondata verwijzen naar een niet bestaand of ongeldig geheugenadres.

## Betekenis
Missingno staat voor "Missing Number" oftewel "ontbrekend nummer". De sprite is opgebouwd uit pixels van een willekeurig geheugenadres in het spel, geplaatst in een d-vorm. Het vangen of tegenkomen van Missingno kan leiden tot vreemde glitches zoals het vermeerderen tot 128 van het zesde voorwerp in de spelers rugzak.

## Oorsprong
Het tegenkomen van MissingNo. is het resultaat van drie verschillende opeenvolgende gebeurtenissen in de programmering van het spel. Allereerst is het de willekeurige gevechtengenerator: ieder gebied heeft specifieke waarden die verwijzen naar bepaalde Pokémon in de databuffer. Dit zorgt voor het maken van zogenoemde 'Wild Pokémon'. De oostkust van de Cinnabar- en Seafoameilanden heeft deze programmering niet; hierdoor wordt de laatst gebruikte waarde opnieuw gebruikt. Als tweede is het de in-game oefenhandleiding, die ervoor zorgt dat het spel de hexadecimale waardes van de spelersnaam opent en deze dus toepast op de wilde Pokémon van Cinnabar- en Seafoameiland. Als laatste komt de exception handling van het spel. Wanneer het spel zekere waardes invoert bij de databuffer, maar deze data zijn niet van een Pokémon, dan wordt er een speciale subroutine geopend waarbij hij de waardes direct in het Pokémon-uiterlijk verwerkt.
MissingNo. is daardoor niets meer dan een fout in programmering en Nintendo was in eerst instantie dus niet erg blij met dit probleem.

## Voorkomen

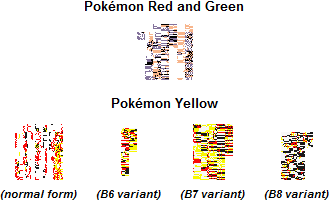
Verschillende varianten van de glitch.

MissingNo. komt voor in de volgende spellen: Pokémon Red en Blue, Pokémon Yellow en de Japanse Pokémon Green. Met uitzondering van Pokémon Green, kan men bij alle genoemde versies van het spel aan MissingNo. komen door het uitvoeren van een glitch in het spel. In Green kan men deze alleen verkrijgen via een cheat (bijv. via Game Genie).

## Glitch
De meest bekende manier om MissingNo. (en vele andere onwaarschijnlijke Pokémon, afhankelijk van de naam van de speler) te doen verschijnen, is door het uitvoeren van wat bekendstaat als de zogenaamde "Old Man Glitch". Om te beginnen dient men met de oude man in het noorden van Viridian City te praten. Deze zal aanbieden om je te demonstreren hoe je een Pokémon vangt; laat hem deze uitleg geven. Vervolgens moet de speler direct na deze uitleg naar Cinnabar Island vliegen, met een Pokémon die de vaardigheid "Fly" geleerd heeft. Ten slotte moet de speler naar de oostkust van Cinnabar Island gaan, en hier met een Pokémon die kan surfen langs de kustlijn omhoog en omlaag surfen, precies langs de grens die het water van het land scheidt. Zoals eerder vermeld, heeft dit gebied geen eigen Pokémon toegewezen gekregen tijdens het programmeren van het spel, waardoor in het geheugen van het spel nog steeds de data aanwezig zijn uit het gebied waar de speler voor het laatst een Pokémon heeft bevochten.
Echter, door het praten met de oude man, is dit stuk geheugen in plaats daarvan gebruikt om tijdelijk de naam van de speler in op te slaan, aangezien deze tijdens de uitleg tijdelijk verandert in "OLD MAN". Hierdoor leest het spel de data van de naam van de speler, en ziet deze als Pokémon die zouden moeten verschijnen.

## Verwijzingen
1. ↑  Old Man Glitch op Bulbapedia. Gearchiveerd op 3 mei 2025.